# Davey Williams
Davey Williams (York (Alabama), 1952 – Birmingham (Alabama), 5 april 2019) was een Amerikaanse jazz- en rockgitarist van de vrije improvisatie- en avant-gardemuziek.

## Biografie
Williams begon op 12-jarige leeftijd gitaar te spelen. Hij speelde in rockbands op de middelbare school en studeerde bij de bluesmuzikant Johnny Shines van de late jaren 1960 tot 1971. Tijdens de vroege jaren 1970 speelde Williams in de University of Alabama B Jazz Ensemble en de Salt & Pepper Soul Band. Hij begon ook rond deze tijd te werken met LaDonna Smith en formeerde  het muzikaal ensemble- en opnameproject Transmuseq. Hij toerde in 1978 door de Verenigde Staten en Europa. Begin jaren !980 werkte hij in de bluesband Trains in Trouble. In 1986 trad Williams toe tot Curlew, die in de jaren 1990 verschillende albums uitbracht bij Cuneiform Records.
Tijdens de jaren 1980 werkte hij ook met kolonel Bruce Hampton en OK, Nurse en begin jaren 1990 speelde hij in de punkrockband Fuzzy Sons. Williams speelde in het improviserende trio Say What? en werkte met Jim Staley en Ikue Mori. Williams trad live op zo'n 1500 concerten wereldwijd op.
Williams was in 1981 mede-oprichter van The Improviser, een tijdschrift voor experimentele muziek. Hij werkte ook als muziekcriticus voor Birmingham News en publiceerde elders freelance kritiek.

## Overlijden
Davey Williams overleed in april 2019 op 67-jarige leeftijd aan de gevolgen van kanker.

## Discografie
- 1977: Trans met LaDonna Smith, Theodore Bowen, Timothy Reed, Jim Hearon
- 1977-1978: Lacrosse met John Zorn
- 1978: Folk Music, LaDonna Smith, Ted Bowen
- 1979: Juwels met Anne LeBaron, LaDonna Smith
- 1979: Velocity met Andrea Centazzo, LaDonna Smith
- 1980: Direct Waves met LaDonna Smith
- 1980: USA Tour met Andrea Centazzo, LaDonna Smith
- 1982: Alchemical Rowdies met LaDonna Smith. Pippin Barnett, Danny Finney, Paul Watson
- 1983: White Earth Streak met LaDonna Smith, Gunter Christmann, Torsten Müller
- 1985: Criminal Pursuits
- 1987: Locales for Ecstasy met LaDonna Smith, Cinnie Cole
- 1989: Dix Improvisations met LaDonna Smith
- 1992: Say What! met Steve Noble, Oren Marshall
- 1993: Transmutating met Steve Noble, Oren Marshall
- 1996: Northern Dancer met Jim Staley, Ikue Mori
- 1997: Charmed, I'm Sure (Ecstatic Peace)
- 2000: Texas Was Delicious (Megalon Records)
- 2001: Humdinger (Atavistic Records)
- 2002: Numb Right (Megalon)
- 2011: Cooking With Dynamite! - Hawk Tubley & The Airtight Chiefs

- Gemeinsame Normdatei: 1262354536
- International Standard Name Identifier: 0000 0000 5456 7775
- Library of Congress Control Number: nr95009968
- MusicBrainz: e33e0299-0685-4fcb-b28e-a9b2399e216c
- Virtual International Authority File: 19567359
- WorldCat: E39PBJt8frV9rrFVCtfwcTgh73